# Iota Lupi
Désignations
Iota Lupi (en abrégé ι Lup) est une étoile de la constellation du Loup. Sa magnitude apparente est de 3,55. D'après la mesure de sa parallaxe annuelle par le satellite Hipparcos, elle est située à environ ∼ 338 a.l. (∼ 104 pc) de la Terre.
Iota Lupi est une étoile sous-géante bleue-blanc de type spectral B2,5IV. C'est une variable de type Beta Cephei présumée avec une variation d'une amplitude de 0,01 magnitude seulement. Elle est membre du sous-groupe Haut-Centaure Loup de l'association Scorpion-Centaure, qui est l'association d'étoiles massives de types O et B la plus proche du Système solaire.